# Walter de Stapledon
Walter de Stapledon (ou Stapeldon), né avant 1265 et mort le 15 octobre 1326, est un important prélat anglais, devenu évêque d'Exeter. Issu d'une famille du Devon, il s'oriente rapidement vers une carrière ecclésiastique. Élu à l'évêché d'Exeter en 1308, son élection est longuement contestée avant d'être finalement validée. Son épiscopat est marqué par l'expansion accrue de la cathédrale d'Exeter ainsi que sa promotion des études cléricales — en témoigne d'ailleurs sa création du collège d'Exeter en 1314. Son habileté diplomatique se révèle rapidement efficace pour le roi Édouard II, qui le missionne principalement en France mais aussi auprès de la papauté. Stapledon essaie également de résorber les tensions fréquentes entre le souverain et les membres de l'opposition baronniale. En récompense de ses nombreux services, le roi le nomme Lord grand trésorier en 1320.
Contraint de quitter sa fonction de trésorier en 1321 en raison d'une rébellion baronniale, le triomphe du roi sur ses adversaires l'année suivante lui permet de retrouver la gestion des finances royales. Contrôlant d'une main de fer les dépenses du royaume au cours des conflits en Écosse et en France, Walter de Stapledon se fait également remarquer par la haine que lui voue la reine Isabelle, qui l'accuse de la priver de ses biens et de contribuer à la séparer de son époux. Se rendant en 1325 en France au cours d'une mission diplomatique, l'évêque d'Exeter doit rapidement retourner en hâte en Angleterre après une violente dispute avec Isabelle. L'année suivante, l'invasion de l'Angleterre par la reine vise à mettre fin au régime oppressif d'Édouard II et de son administration. Stapledon, devenu la cible des partisans de la reine, est sauvagement assassiné au cours d'une émeute à Londres.

## Biographie

### Origines et élection au diocèse d'Exeter
Walter de Stapledon naît un 1er février, au plus tard en 1265, dans la paroisse de Monkleigh dans le Devon. Il est issu d'une famille de la chevalerie ou de la gentry locale, qui tire son nom du hameau de Stapledon, situé près du village de Cookbury et où ses parents William et Mabel détiennent quelques possessions. Walter a au moins trois frères et trois sœurs, dont Richard, héritier des biens parentaux et plus tard membre du Parlement. Destiné à une carrière ecclésiastique, Walter part étudier à l'Université d'Oxford, où il obtient un diplôme de maître en droit canon. La première mention le concernant date de juillet 1286, lorsqu'il a environ une vingtaine d'années. Sa carrière commence véritablement en septembre 1294, date à laquelle il est nommé recteur d'Aveton Gifford, dans le Devon. En 1298, il acquiert des terres à Exeter, dont il devient un citoyen honorifique en janvier 1300. En août de la même année, l'évêque d'Exeter Thomas Bitton le nomme fonctionnaire de la ville. En récompense de ses services, Walter reçoit avant 1301 un poste de chanoine à la cathédrale d'Exeter, puis, en 1305, en devient maître du chapitre.
Avant avril 1306, Walter de Stapledon devient docteur en droit canon et en droit féodal. La même année, il entre au service de la couronne, puisqu'en juin 1306, le roi Édouard Ier l'envoie voyager en son nom en Aquitaine. Il a vraisemblablement participé à l'intronisation du prince de Galles – le futur Édouard II – en tant que duc d'Aquitaine le 7 avril précédent. La mort de l'évêque Thomas Bitton en septembre 1307 pousse Stapledon à se porter candidat au poste d'évêque d'Exeter. Le chapitre de la cathédrale l'élit rapidement et, peu après, le nouveau roi Édouard II valide son élection. Toutefois, Richard Plympstoke, un ancien rival de Stapledon, refuse de reconnaître son élection et proteste auprès du pape Clément V. En janvier 1308, face aux pressions papale et royale, Plympstoke est contraint de se retirer et, le 16 mars suivant, le roi Édouard remet à Stapledon les temporalités du diocèse. Néanmoins, Plympstoke insiste pour être nommé archidiacre d'Exeter, ce que Stapledon refuse catégoriquement. Par conséquent, Plympstoke dépose plainte auprès du roi et la procédure se poursuit jusqu'en juillet 1308, lorsque Stapledon est prié de payer une indemnité à son rival afin de résoudre la querelle entre les deux ecclésiastiques. En dépit de ces premiers mois tumultueux, il est finalement ordonné évêque à Canterbury le 13 octobre 1308 et intronisé à Exeter au début du mois de décembre.

### Activités religieuses
Même s'il sert à plusieurs reprises la couronne, Stapledon exerce avec scrupule ses fonctions d'évêque. Il se rend fréquemment sur le territoire de son diocèse et parvient à en augmenter considérablement les revenus des biens. En dépit de sa loyauté indéfectible envers la couronne, il conteste l'assertion selon laquelle la collégiale de St Buryan en Cornouailles relève directement de l'autorité royale. Par ailleurs, il insiste lourdement sur ses droits en tant que doyen de la chapelle royale de Bosham, située dans le diocèse de Chichester. Stapledon contribue de manière significative à la construction de la cathédrale d'Exeter lors de son épiscopat. Il fait non seulement don de sommes considérables pour le bâtiment lui-même, mais ordonne également en 1310, dans ce qui constitue vraisemblablement un de ses tout premiers décrets en tant qu'évêque, que tous les propriétaires d'organisations caritatives de son diocèse financent la construction de la cathédrale. Son importance dans l'histoire de la cathédrale se reflète peut-être dans le fait qu'il soit enterré à côté du maître-autel du bâtiment. Le gisant de Walter de Stapledon, situé sous un auvent de style gothique, le représente avec sa crosse d'évêque et un livre. Ses armoiries sont également dépeintes à ses pieds.
L'évêque Stapledon promeut énergiquement l'éducation et l'érudition des habitants de son diocèse. Il fonde en 1314 le collège d'Exeter – aussi connu sous le nom de Stapledon Hall – à Oxford, afin d'en faire une école pour former les prêtres de son diocèse. Le collège accueille ainsi des membres de la gentry locale, essentiellement des comtés de Devon ou de Cornouailles, pendant plusieurs siècles. Entre douze et quatorze places sont offertes pour les étudiants pauvres dans cette université. L'évêque est lui-même présent à la fondation du bâtiment et publie en 1316 les premiers statuts de cette nouvelle institution, qui présente des caractéristiques remarquablement démocratiques pour l'époque en ce qui concerne les élections des fellows et du recteur de l'université. Par ailleurs, il laisse le collège utiliser ses propres armoiries et ne cherche pas à imposer les siennes. De tous les évêques pendant le règne d'Édouard II, Walter de Stapledon est celui qui a accordé le plus de congés aux ecclésiastiques de son évêché qui souhaitaient aller étudier le droit canon et la théologie aux plus éminentes universités d'Angleterre et d'Occident. En 1326, enfin, Stapledon semble avoir envisagé de créer à l'hôpital Saint-Jean d'Exeter une école.

### Au service de l'administration royale
En raison de sa formation juridique, Stapledon sert également les intérêts du roi. En 1310, il se rend en Aquitaine au nom de la couronne. Entre octobre 1311 et mai 1312, il participe en tant qu'ambassadeur du roi au concile de Vienne, lors duquel l'Ordre du Temple est dissous. En novembre 1312, il est chargé par Édouard de négocier par voie diplomatique un accord avec la France au sujet du duché d'Aquitaine. En février 1313, il est une nouvelle fois missionné en France avec Thomas Cobham et le comte de Pembroke pour y représenter le roi devant le Parlement de Paris. Entre mai et juillet de la même année, l'évêque d'Exeter figure parmi l'entourage d'Édouard II lorsqu'il rend visite au roi de France Philippe IV. Assisté des comtes de Richmond et de Pembroke, il mène parallèlement de nouvelles négociations sur le problème aquitain épineux. En mai 1315, il voyage à nouveau avec Pembroke en France pour obtenir l'agrément de Louis X concernant un nouvel accord. À deux reprises sous le règne de Philippe V, en 1316 et en 1319, Walter de Stapledon est missionné en France afin d'y éclaircir le contentieux aquitain, enfin résolu en juin 1320 par l'hommage que rend Édouard II à Philippe. Enfin, en 1318, il séjourne quelque temps à la cour de Guillaume Ier de Hainaut, où il négocie probablement le mariage de l'héritier du trône – le futur Édouard III – avec Philippa, une des filles du comte Guillaume.
Stapledon parvient parallèlement à devenir une personnalité influente à la cour. À partir de 1313, il est régulièrement invité aux sessions du Parlement. En septembre 1314, il ouvre au nom du roi le Parlement d'York avec le comte de Pembroke. En janvier 1316, au début du Parlement tenu à Lincoln, il fait office de représentant du roi Édouard. En février 1316 et octobre 1318, l'évêque reçoit des pétitions émanant de l'Aquitaine. Au cours de l'année 1315, il devient membre du conseil privé. Tout au long de l'année 1317, de fortes tensions entre le roi et son cousin, le comte de Lancastre, agitent la cour et il incombe notamment à Stapledon d'arranger la réconciliation des deux hommes, finalement scellée en août 1318 par la signature du traité de Leake. Au début de l'année 1320, Édouard II réorganise son gouvernement. Après avoir nommé chancelier John Salmon (en) et gardien du sceau privé Robert Baldock, le roi désigne le 18 février 1320 Walter de Stapeldon pour exercer le poste de trésorier. Cependant, cette nomination se fait au mépris des Ordonnances de 1311, qui imposent qu'une telle décision se fasse en accord avec le Parlement. Ainsi, lorsque les seigneurs des Marches galloises se rebellent en mai 1321 contre le pouvoir corrompu du favori du roi Hugues le Despenser, leurs principales demandes sont le bannissement de Despenser et le renvoi du trésorier Stapledon, qui a tout de même essayé de concilier la paix entre le roi et les rebelles. Édouard II est contraint de coopérer avec les insurgés et, le 25 août 1321, démet Stapledon de ses fonctions.

### Rappel au gouvernement
Par conséquent, Walter de Stapledon ne figure pas au sein de l'assemblée d'évêques convoquée par l'archevêque de Canterbury Walter Reynolds le 1er décembre 1321 et chargée d'annuler la sentence d'exil d'Hugues le Despenser. Le roi demande cependant par écrit à l'évêque d'Exeter son consentement, mais ce dernier lui conseille de discuter de ce sujet devant le Parlement. Contrarié par cette réponse, Édouard ordonne à Stapledon de retourner immédiatement à la cour. La colère du roi se dissipe très rapidement, surtout après l'écrasement des rebelles à la bataille de Boroughbridge le 16 mars 1322. Deux mois plus tard, le 9 mai, il entérine officiellement le rappel de son favori et restaure l'évêque d'Exeter comme trésorier. En mai 1323, Stapledon reprend ses activités diplomatiques en allant négocier avec l'Écosse une trêve de 13 ans, à la suite de la désastreuse campagne anglaise en août 1322. En août de la même année, il est envoyé par le roi à Londres pour y prendre le contrôle de la tour à la suite de l'évasion du rebelle Roger Mortimer. Stapledon en profite pour déchoir le connétable Stephen Segrave et assumer ses fonctions, tout en contrôlant l'archivage des documents royaux dans la tour. Toutefois, le roi Édouard s'interroge sur la loyauté de ses soldats envers un ecclésiastique et nomme dès novembre 1323 un nouveau connétable à la place de l'évêque d'Exeter.
Stapledon est, de par son poste de trésorier, obligé de payer le coût de l'écrasement de la rébellion des Marches en 1322, de la guerre avec l'Écosse en 1323 et de la guerre de Saint-Sardos avec la France en 1324. Stapledon exhorte en conséquence le Trésor à accélérer le recouvrement des taxes et le traitement des différents dossiers. L'obstination du trésorier le pousse à réclamer à de nombreux magnats le remboursement des dettes qu'ils ont contractées envers la couronne, dont certaines accusent un retard de plusieurs décennies. Des ordonnances en ce sens sont émises par le gouvernement du roi en juin 1323 à Cowick et en mai 1324 à Westminster, à l'instigation de Stapledon. Pourtant, malgré ces nombreux efforts, l'état des finances du royaume reste fragile et Édouard est toujours insatisfait de la lenteur de leur gestion. En juin 1324, il place le trésor sous le contrôle de Roger de Beler. L'évêque d'Exeter s'oppose initialement à ce remaniement, puis tente d'en retarder la mise en œuvre. Le roi lui adresse alors de vives réprimandes et l'envoie en juillet 1324 dans son diocèse, où il est chargé de superviser les préparatifs de la guerre avec la France, désormais imminente. En septembre 1324, le roi fait confisquer les biens de son épouse Isabelle, qui sont la plupart situés sur le territoire du diocèse d'Exeter. De ce fait, les revenus de la reine se retrouvent considérablement réduits, ce qui provoque le mécontentement d'Isabelle envers le trésorier.

### Chute et mort
Le 3 juillet 1325, au cours d'une session du Parlement, Stapledon quitte son poste de trésorier. Cette résignation peut s'expliquer soit en raison des accusations de cupidité et d'enrichissement proférées à son égard, soit à cause de son départ imminent pour la France où il accompagne l'héritier du trône Édouard. Le futur Édouard III doit en effet rendre hommage au roi de France Charles IV pour les possessions de son père en Aquitaine, l'hommage constituant une des clauses que la France impose pour consentir à la paix avec l'Angleterre, vaincue pendant la guerre de Saint-Sardos l'année précédente. Une fois la cérémonie effectuée en septembre 1325, Stapledon prie le prince et sa mère la reine Isabelle – elle-même envoyée en France au mois de mars précédent pour y préparer l'hommage de son fils – de retourner en Angleterre. La reine oppose un refus net à l'ancien trésorier, invoquant comme prétexte la présence excessive d'Hugues le Despenser auprès de son époux qui la menacerait, et reçoit le soutien de son frère le roi de France. Stapledon, qui craint pour sa propre sécurité, s'enfuit de la cour de France et rentre en hâte en Angleterre. On sait qu'il est de retour à Londres avant le 29 octobre, lorsqu'Édouard II est informé que son épouse et son fils ne reviendront pas en Angleterre. Lors de l'ouverture du Parlement le 18 novembre, l'évêque d'Exeter prêche un sermon à la tour de Londres, dans lequel il condamne l'attitude d'Isabelle. En réaction, la reine reproche à Stapledon de lui couper les fonds nécessaires à son train de vie et d'alimenter la rupture entre elle et son époux Édouard. 
Le roi Édouard, qui redoute désormais une invasion menée par la reine Isabelle et ses partisans, lui confie la défense du sud-ouest du royaume. Stapledon rentre précipitamment à Londres à la fin du mois de septembre 1326, lorsqu'il est informé du débarquement des forces de la reine et de son amant Roger Mortimer dans le sud-est de l'Angleterre, qui cherchent à renverser le gouvernement royal. Le 2 octobre, Édouard II et Hugues le Despenser s'enfuient de la capitale et confient la défense de Londres à l'évêque d'Exeter. Stapledon se rend immédiatement auprès du maire Hamo de Chigwell et lui réclame les clés de la ville, afin d'empêcher la reine Isabelle d'y pénétrer. La reine marque une pause avec son armée en dehors de la cité, à Dunstable, le 7 octobre. Londres est alors en proie à la foule, bien que globalement favorable à Isabelle et aux insurgés. Associé au régime haï de Despenser, l'évêque Stapledon ne peut empêcher que ses biens soient mis à sac et incendiés par les Londoniens. Il ne sait cependant pas prendre la mesure de la haine qu'inspire désormais le pouvoir royal et tente une intervention armée le 14 octobre afin de protéger ses possessions contre les fauteurs de trouble. Détesté, il est attaqué avec son frère aîné Richard, qui est tué en voulant le protéger. L'évêque s'enfuit à la cathédrale Saint-Paul mais est capturé par une foule furieuse et décapité le lendemain à Cheapside. Sa tête est envoyée à la reine, qui chevauche alors vers Bristol. Finalement, Isabelle ordonne le 28 mars 1327 que le corps de Stapledon soit inhumé dans la cathédrale d'Exeter.